# 酒井彩名
酒井 彩名（さかい あやな、1985年5月16日 - ）は、日本の女優、ファッションモデル、タレント。『ピチレモン』および『Ray』の元専属モデル。
千葉県茂原市出身。夫はL'Arc〜en〜Cielのベーシスト・tetsuya。

## 略歴
1996年、第21回ホリプロタレントスカウトキャラバン「ピュアガールオーディション」で審査員特別賞を受賞し芸能界に入る。
1998年、歴代最年少記録の13歳で日テレジェニックに選出される。
2002年、リカちゃん生誕35周年を記念して結成されたユニットLiccaとして活動した。
2004年、堀越高等学校を卒業。
2025年2月末にホリプロを退社した。

## 人物
- 「彩名」という名前は、両親が姓名判断で有名な先生に頼み、考えてもらった候補の中から選んだ名前だという[4]。
- 趣味・特技は、ネイルアート、バイオリン、ピアノ、トランペット。バイオリンは3歳の時からやっていた[5]。所持資格は、ジュニア野菜ソムリエ、食育指導士、パン講師資格[4]。
- 成美学園グループの副学園長として名を連ねており、高等部の制服をデザインした[6]。
- 上戸彩は高校時代からの友人である[7]。

### 家族
- 両親は音楽に関わる仕事をしている[4]。3歳下の弟がいる[8]。
- 2007年11月21日に単独で会見を行い、L'Arc〜en〜Cielのベーシストであるtetsuyaと年内に結婚することを発表した。酒井は22歳での結婚となる[9]。2008年5月4日に都内で挙式・披露宴を行った[10]。
- 2014年に第1子男児[11]、2016年に第2子女児を出産した[12]。

## 作品

### シングル
THE夜もヒッパレ内ユニット「てん・むす」名義
1. さくらさく（2001年2月21日）

あびる優・木南晴夏とのユニット「Licca」名義
1. get back（2002年3月27日）
2. GOOD LOVE（2002年7月17日）
3. 夢みるシャンソン人形 〜今度逢うときはもっと〜（2003年3月26日）

### アルバム
1. 『天然少女EX』 （1999年11月10日 イーストウエスト・ジャパン AMCM-4455）
2. *安めぐみ・山川恵里佳らとのユニット「天然少女EX」名義。
3. *SONIC DOVEプロデュース。収録曲「夢ならさめないでほしいよ」では、メインボーカルを務めている。
4. GRADUATION（2003年3月26日）

## 出演

### テレビドラマ
- うしろの百太郎（1997年、テレビ東京） - 五十嵐遥香 役
- おとぎばなしおぼえていますか（1998年、テレビ東京） - 橋本タカコ 役
- 先生知らないの? （1998年、TBS） - 鳥羽成美 役
- 天然少女萬NEXT-横浜百夜篇（1999年11月25日・26日、WOWOW） - 香田萬 役
- サイコメトラーEIJI　スペシャル（2000年、日本テレビ） - 明日真恵美 役
- エースをねらえ!（2004年、テレビ朝日） - 緑川蘭子 役
- エースをねらえ! 〜奇跡への挑戦〜（2004年、テレビ朝日） - 緑川蘭子 役
- 和田アキ子 特別企画ドラマ ザ・介護番長（2005年、TBS） - 愛華 役
- 横山秀夫サスペンス　真相（2005年、TBS） - 森美香 役
- アタックNo.1（2005年、テレビ朝日） - 早川みどり 役
- WATER BOYS 2005夏（2005年、フジテレビ） - 垣原玲奈 役
- 花より男子（2005年、TBS） - 栗巻あやの 役
- ガチバカ!（2006年、TBS） - 沙耶 役
- おいしいプロポーズ（2006年、TBS）
- ビバ!山田バーバラ（2006年6月30日・7月7日、テレビ朝日） - 西村舞子 役
- 百鬼夜行抄（2007年、日本テレビ） - 飯嶋司 役
- 新幹線ガール（2007年7月4日、日本テレビ）
- 女帝（2007年7月 - 9月、テレビ朝日） - 北條梨奈 役
- モップガール 第2話（2007年10月、テレビ朝日） - 城之内綾乃 役
- 恋のから騒ぎ 〜Love Stories IV〜「ナマイキな女」（2007年11月30日、日本テレビ）
- 絶対彼氏 〜完全無欠の恋人ロボット〜（2008年5月 - 6月、フジテレビ） - 平井夏美 役
- キミ犯人じゃないよね? 第9話（2008年6月、テレビ朝日） - 富里すみれ 役
- ウォーキン☆バタフライ（2008年7月 - 8月、テレビ東京） - 相原芽久美 役
- ジャッジII 島の裁判官奮闘記（2008年10月 - 11月、NHK総合テレビ） - 斉藤涼子 役
- 水戸黄門（TBS）
  - 第39部 第18話「金では買えぬ母の愛!・岩国」（2009年2月23日） - お京・お清 役（二役）
  - 第41部 第1話・第2話「恋と嵐の江戸の春（前編・後編）・江戸」（2010年4月12日・4月19日） - おせい 役
- リセット第10話「仕組まれたワナ」（2009年3月、日本テレビ） - 栗田ひろ子 役
- 花ざかりの君たちへ〜イケメン☆パラダイス〜2011 第3話（2011年7月24日、フジテレビ） - 田辺可奈子 役

### バラエティ
- おはスタ（1997年 - 2000年、テレビ東京） - 水曜レギュラー
- KinKi KidsのGyu! （1998年 - 1999年、日本テレビ）
- さんまのSUPERからくりTV（1999年10月 - 2000年3月、TBS） - レギュラー
- 力の限りゴーゴゴー!! （1999年 - 2002年、フジテレビ） - レギュラー
- 電画なっ! （2000年4月 - 2001年3月、TBS） - レギュラー
- 島田紳助がオールスターの皆様に芸能界の厳しさ教えますスペシャル! （2002年春・秋、読売テレビ）
- THE夜もヒッパレ（日本テレビ）
- つるまげどん（2001年 - 2002年、毎日放送）
- 日本史サスペンス劇場 再現ドラマ（2008年10月15日、日本テレビ） - 濃姫 役
- グラビアの美少女（MONDO21）
- シアワセ結婚相談所（日本テレビ）
- アッコにおまかせ! ジャパネットたかた テレビショッピング（TBS） - 準レギュラー

### ラジオ番組
- 酒井彩名のAYANAVI（fm nagasaki）
- DJアッコのパニックスタジオ（TOKYO FM） - 準レギュラー

### 映画
- 鉄と鉛（1997年） - 深雪 役
- 新宿少年探偵団（1998年） - アリサ 役
- ブギーポップは笑わない Boogiepop and Others（2000年） - 百合原美奈子 役
- 海ビデオ（2001年）
- バトル・ロワイアルII 【鎮魂歌】（2003年） - 浅倉なお 役
- デビルマン（2004年） - 牧村美樹 役
- フライング☆ラビッツ（2008年） - 相原芽久美 役

### 舞台
- BOYS BE…ALIVE TRY AGAIN （2000年4月、博品館劇場）

### CM
- グリコ：ヨーグルト健康
- カルピス：カルピスウォーター
- ロッテ：梅ガム
- pdc：セルディ米ぬかシリーズ
- 甲斐ゼミナール
- ベルコ：ベルクラシック（アヤ・ナ・チュールというウェディングドレスをプロデュース）

### イメージキャラクター
- メモリード
- オンワード樫山 Feroux

### その他
- ウェディングドレスのデザイナーとして「Aya na ture」ブランドを展開。自らもモデルとしてファッションショーに出演している。
- MAY'Sのシングル『I WISH』のプロモーションビデオに出演。この曲は「Aya na ture」のテーマソングとなっている。更に、ジャケット写真にも参加。
- 赤川次郎原作のゲーム「赤川次郎ミステリーDS月の光〜沈める鐘の殺人〜」のオープニングムービーで、ドビュッシーの「月の光」をピアノ演奏した。

## 書籍

### 雑誌
- ピチレモン
- Ray（主婦の友社）

### 写真集
- あやな（1998年6月、竹書房）ISBN 978-4812403716
- アース―野村恵里×酒井彩名×大森玲子写真集（1998年10月、ワニマガジン社）ISBN 978-4898292624
- TYPHOON（2000年1月、近代映画社）ISBN 978-4764819078
- ありがとう。（2001年3月、ワニブックス）ISBN 978-4847026515

## 受賞歴
- 二十歳のベスト・パール・ドレッサー2006（2006年）